# Comté de Richland (Caroline du Sud)
Pour les articles homonymes, voir Comté de Richland.
Le comté de Richland est l’un des 46 comtés de l’État de Caroline du Sud, aux États-Unis. Il a été fondé en 1785. Son siège est Columbia, la capitale de l'État. Selon le recensement de 2020, la population du comté est de 416 147 habitants, ce qui en fait le deuxième comté le plus peuplé de Caroline du Sud, derrière le comté de Greenville.

## Géographie
Le comté a une superficie de 1 999 km², dont 1 959 km² de terre ferme. 

## Démographie
| 1790  | 1800  | 1810  | 1820   | 1830   | 1840   |
| ----- | ----- | ----- | ------ | ------ | ------ |
| 3 930 | 6 097 | 9 027 | 12 321 | 14 772 | 16 397 |

| 1850   | 1860   | 1870   | 1880   | 1890   | 1900   |
| ------ | ------ | ------ | ------ | ------ | ------ |
| 20 243 | 18 307 | 23 025 | 28 573 | 36 821 | 45 589 |

| 1910   | 1920   | 1930   | 1940    | 1950    | 1960    |
| ------ | ------ | ------ | ------- | ------- | ------- |
| 55 143 | 78 122 | 87 667 | 104 843 | 142 565 | 200 102 |

| 1970    | 1980    | 1990    | 2000    | 2010    | 2020    |
| ------- | ------- | ------- | ------- | ------- | ------- |
| 233 868 | 269 735 | 285 720 | 320 677 | 384 504 | 416 147 |

## Photos

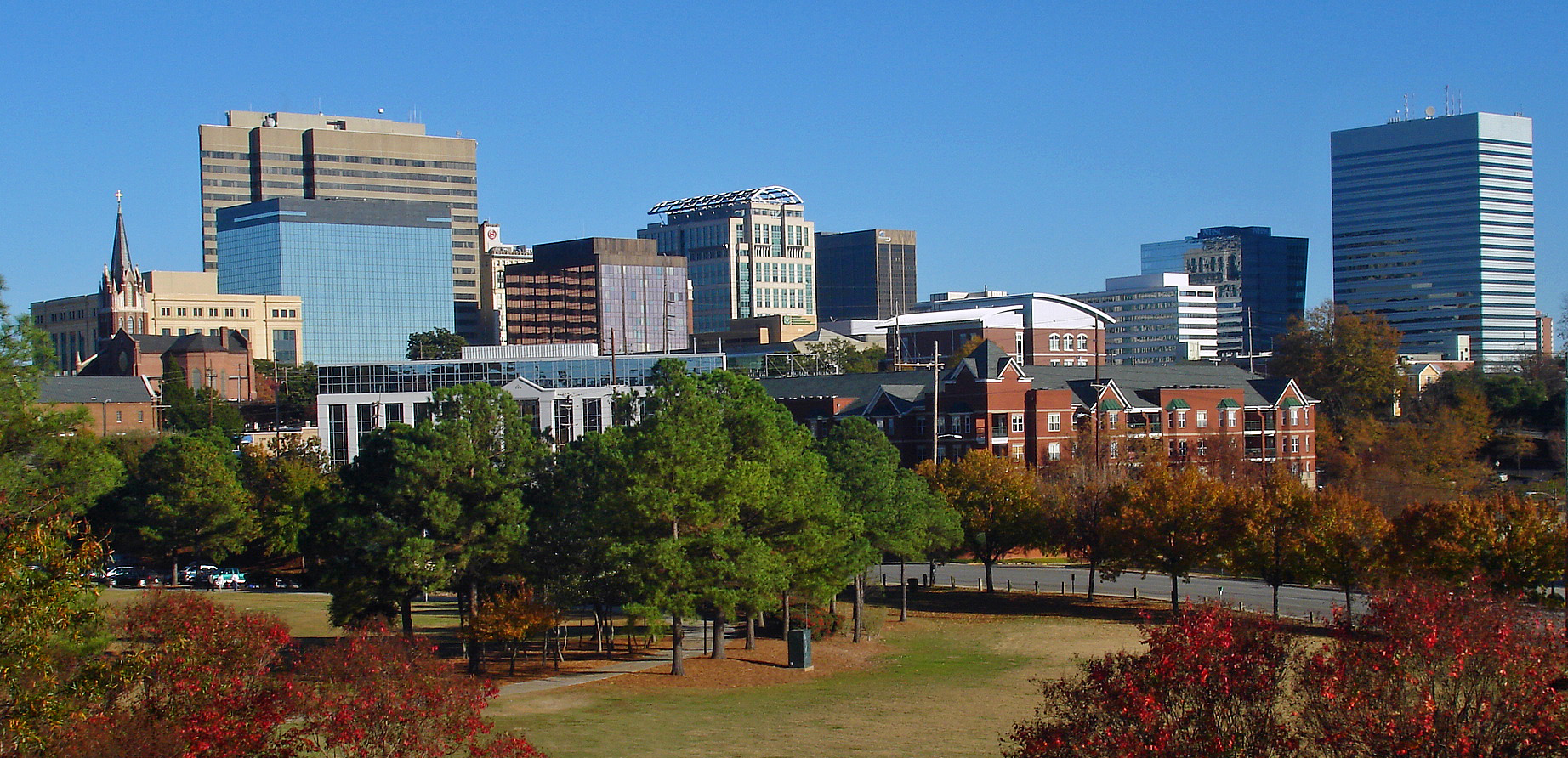
Centre-ville de Columbia.
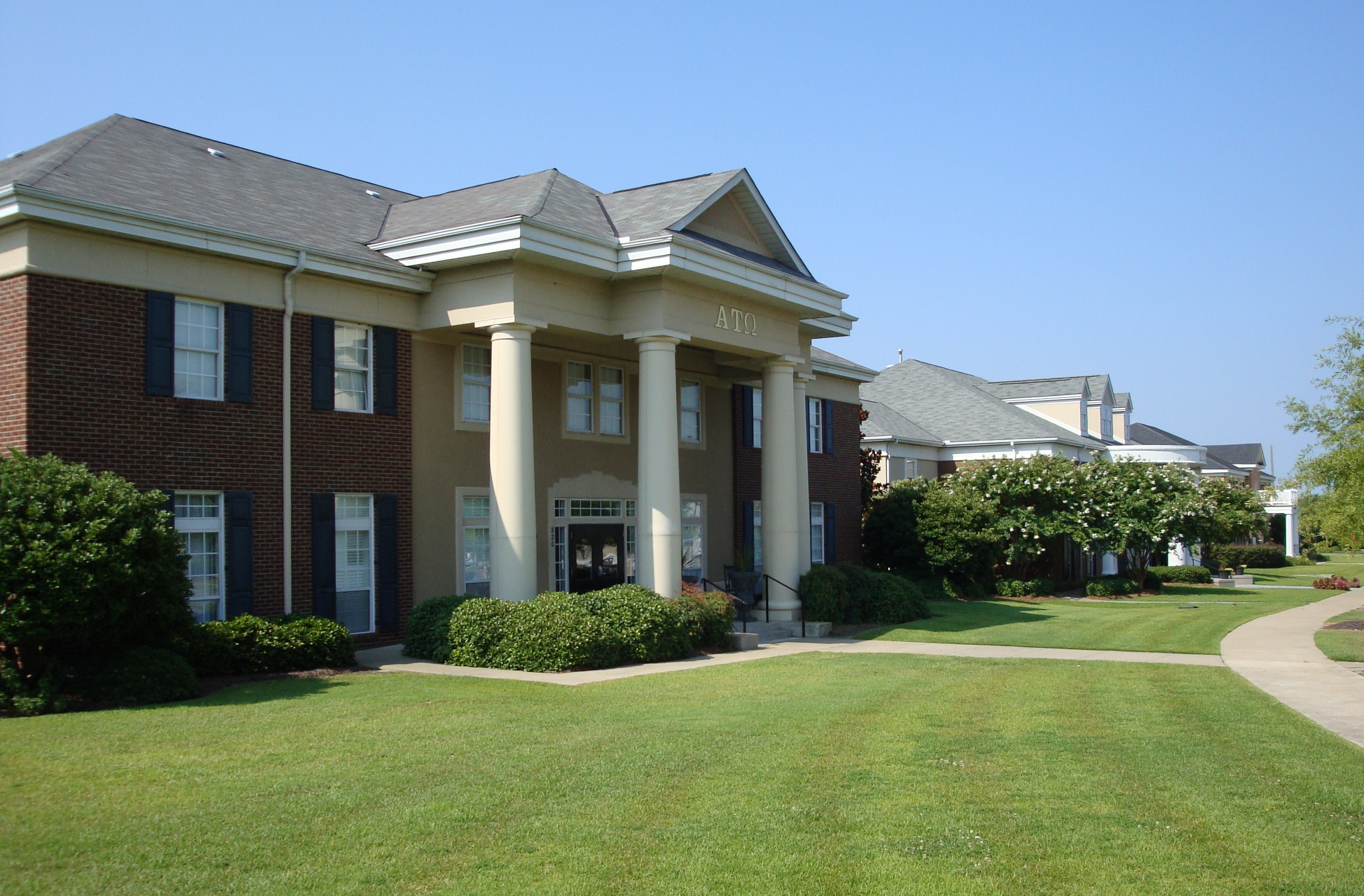
L'université de Caroline du Sud, à Columbia.
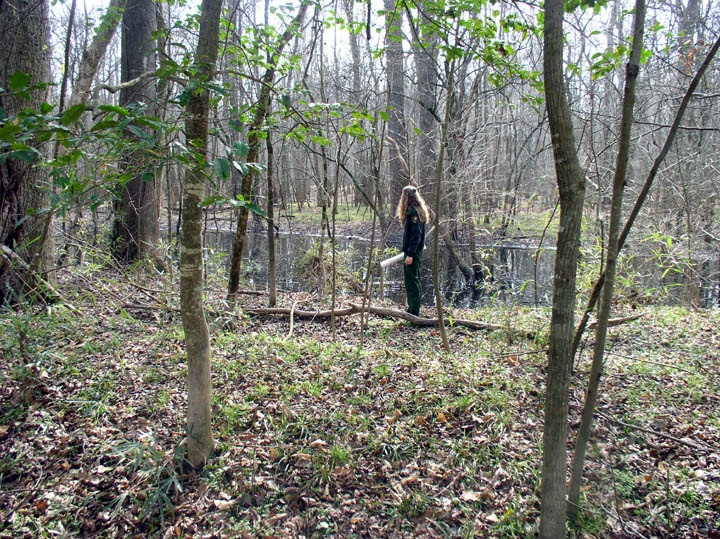
Dead River Dike.
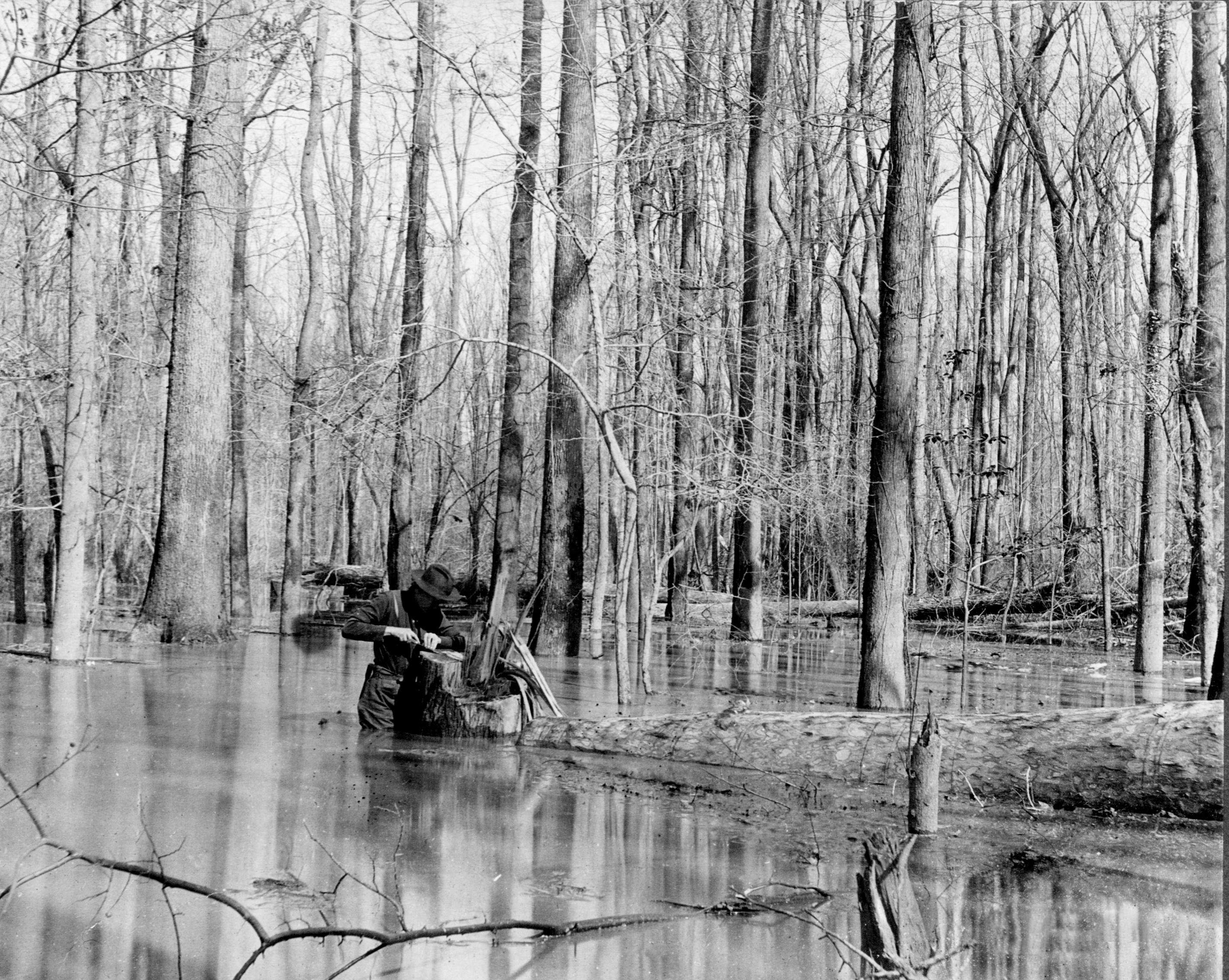
Coupe de copalmes dans le comté de Richland (1904).
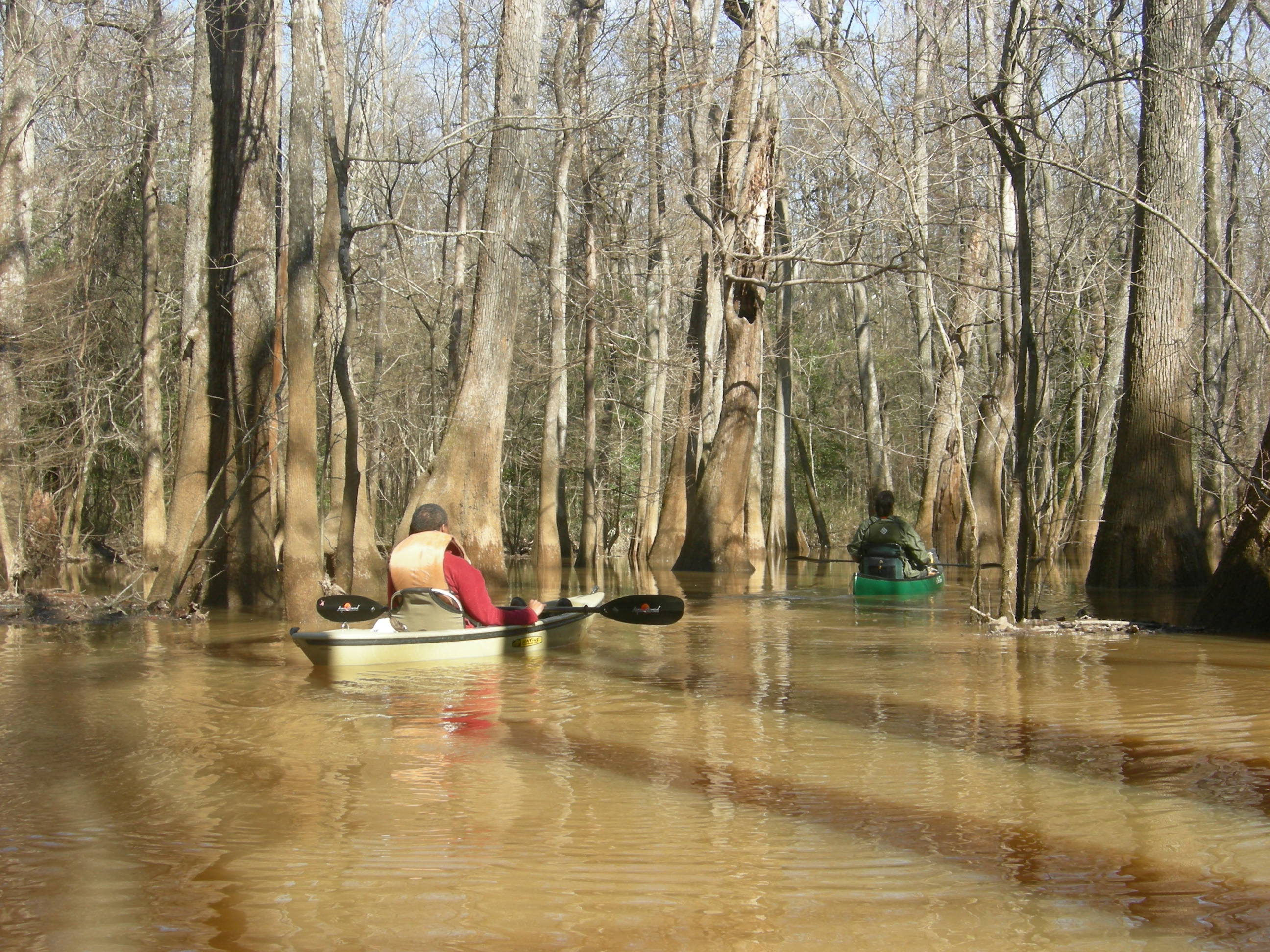
En canoë sur le lac Wise.